# Curva de Hjulström

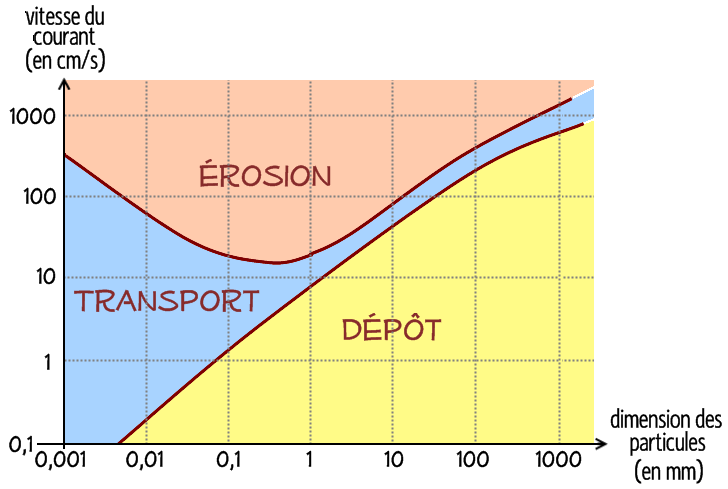
Versão francesa da curva de Hjulström

Uma curva de Hjulström é um tipo especial de gráfico que mostra como a velocidade de um rio afeta sua competência e sua capacidade de erodir partículas de tamanhos diferentes. Foi publicado originalmente na "tese de doutorado" de Filip Hjulström, Estudos da atividade morfológica dos rios ilustrados pelo Rio Fyris".